# つくば妻子殺害事件
つくば妻子殺害事件（つくばさいしさつがいじけん）とは1994年（平成6年）10月29日に発生、翌11月に発覚した殺人・死体遺棄事件。茨城県つくば市に住む総合病院医師の男N（当時29歳）が妻（当時31歳）と長女（同2歳）、長男（同1歳）の妻子3人を殺害し、3人の遺体を横浜港（京浜運河）に遺棄した事件である。

## 概要
1994年11月3日、神奈川県横浜市鶴見区の横浜港（京浜運河）からビニール袋に入れられ重しがつけられた女性の遺体が発見され、続いて幼児の遺体が2体発見された。その後、遺体の身元は茨城県つくば市に住む31歳女性とその長女（当時2歳）、長男（当時1歳）と確認された。3人については、女性の夫であり子供2人の父親でもある総合病院医師の男N（当時29歳）から捜索願が出されていた。
Nから事情を聞くにつれ、Nの右の手の甲に小さな傷があることを捜査員が見つけた。Nは飼い犬に噛まれた傷と主張したが、捜査を続けていくにつれて、夫婦間のトラブルがあったことが判明した。
11月25日、Nは殺人及び死体遺棄罪で逮捕された。遺体を遺棄した当日、高速道路に設置されていたNシステムの映像にNの乗用車のナンバーが記録されており、車が横浜方面に向かっていたことも判明、これが事件解決の決め手になった。
Nは茨城県の農家の次男として生まれ、学業成績は常に優秀であった。筑波大学医学専門学群在籍時代から妻と交際しており卒業後に結婚。当時年収は1000万円を超えていたが愛人もおり投資用のマンションを購入するなど収入以上の支出をしていたため借金をしていた。離婚歴があった妻は2度目の結婚であり、Nの金策を助けるために昼は研究所の事務員、夜はパブのバイトで働いていた。
Nの自供によると、10月29日午前5時、愛人問題等でかねてから夫婦仲が悪くなっていた妻と口論になった。妻は包丁とロープを持ち出し「いっそのこと私を殺せばいい」と口走り、自分の首にロープを巻きつけソファーから飛び降りて見せたり、病院長に愛人のことを訴えると言い出したためロープで首を絞め、両手で鼻と口を塞いで窒息死させた。子供2人も父が殺人者となり残されることを不憫に思い殺害した。その日はそのまま病院に出勤し、夕方自宅に帰ってから3人の遺体を自家用車のトランクに入れて自宅を出発。途中ストリップやソープランドに立ち寄り、大黒埠頭で遺体を海に投げ込んだ。また、遺棄した日の翌日から、愛人である勤務先の看護婦との北海道旅行も予約していた。
刑事裁判で、検察官は被告人Nに死刑を求刑したが、1996年（平成8年）2月22日に横浜地裁第3刑事部（松浦繁裁判長）は犯行は計画的なものではなく衝動的だったなどとして、Nを無期懲役とする判決を言い渡し、説諭の中で『君の今後の生き方は亡くなった三人の六つの目が厳しく見守っている。』とNに猛省を促した。大学時代の友人は「温厚で明るい好青年だった」、病院の上司や患者は「熱心で親切な先生だった」と証言し、後の裁判では3000を越える減刑嘆願書が届けられていた。検察官・Nともに同判決を不服として控訴したが、1997年（平成9年）1月30日、東京高裁（佐藤文哉裁判長）は双方の控訴を棄却する判決を言い渡した。検察官・Nの弁護人とも量刑には不服の意を示していたが、量刑不当は適法な上告理由とならないため、上告を断念した。Nは上告期限となる同年2月14日付で上告したが、同月28日付でこれを取り下げたため、無期懲役が確定した。

## その他
厚生省の医道審議会は1998年（平成10年）4月20日、Nを最も重い処分である医師免許取り消しに処すことを決めた（同年5月4日発効）。
本事件の控訴審判決前には、1996年4月に宣告された甲府信金OL誘拐殺人事件の控訴審判決（東京高裁）、同年12月に宣告された名古屋アベック殺人事件の控訴審判決（名古屋高裁）と、検察官が死刑を求刑していた事件で無期懲役の控訴審判決が言い渡される事例が相次いでいたが、いずれも検察からの上告はなされていなかった。当時最高検察庁刑事部長を務めていた堀口勝正は、当時の検察内部には「死刑をなるべく回避するという裁判の傾向に対し、上告しても仕方がない、というあきらめ」が根を張っていたと証言している。このような被告人に対する量刑が寛大になる「寛刑化」（かんけいか）の傾向、およびそれに端を発する死刑求刑に謙抑的な検察の姿勢が変化するきっかけとなったのは、1997年2月に福山市独居老婦人殺害事件（過去に強盗殺人を犯して無期懲役に処された男が、仮釈放中に再び強盗殺人を犯した事件）の被告人に対し、広島高裁が言い渡した無期懲役の控訴審判決、およびそれに対する検察側の上告であった。